# Нахари
Нахари (яп. 奈半利町 Нахари-тё:) — посёлок в Японии, находящийся в уезде Аки префектуры Коти. Площадь посёлка составляет 28,32 км², население — 3337 человек (1 августа 2014), плотность населения — 117,83 чел./км².

## Географическое положение
Посёлок расположен на острове Сикоку в префектуре Коти региона Сикоку. С ним граничат город Мурото, посёлок Тано и село Китагава.

## Население
Население посёлка составляет 3337 человек (1 августа 2014), а плотность — 117,83 чел./км². Изменение численности населения с 1980 по 2005 годы:
| 1980 | 4874 чел. |  |
| 1985 | 4870 чел. |  |
| 1990 | 4527 чел. |  |
| 1995 | 4291 чел. |  |
| 2000 | 4027 чел. |  |
| 2005 | 3727 чел. |  |